# Ernst Vergani
Ernst Vergani (15. března 1848 Sołec – 19. února 1915 Emmersdorf an der Donau) byl rakouský publicista, vydavatel a politik německé národnosti, v 2. polovině 19. století poslanec Říšské rady z Dolních Rakous.

## Biografie
Narodil se v obci Sołec v Haliči (nyní na Ukrajině), kde byl jeho otec státním úředníkem. Působil jako majitel nemovitostí a vydavatel novin v Mühldorfu. Vystudoval německou reálnou školu ve Lvově, báňskou akademii v Banské Štiavnici a Příbrami. Působil v Haliči a na Moravě a roku 1874 se stal ředitelem grafitového dolu v Mühldorfu. V roce 1881 získal sňatkem statek a rafinerii v Mühldorfu. Roku 1885 založil v této obci spořitelnu a roku 1889 začal vydávat list Deutsche Volksblatt. Od roku 1875 byl členem národní jednoty v Kremži. Od roku 1876 zasedal v obecním zastupitelstvu v Mühldorfu a roku 1882 se stal starostou.
Politicky byl orientován jako stoupenec antisemitské skupiny okolo Georga von Schönerera. Později se s Schönererem rozešel a veřejně spolu polemizovali. V červenci 1890 založil s Heinrichem Fürnkranzem organizaci Volkswirtschaftliche Verein. Později se názorově blížil národoveckému křídlu Křesťansko-sociální strany. V roce 1897 vedl proti Schönererovi žalobu pro urážku na cti. Poté, co byl Schönerer zproštěn viny, rezignoval Vergani na všechny funkce. V následné doplňovací volbě kandidoval, ale porazil ho Riether. Poté, co zemřel předseda křesťanských sociálů Karl Lueger, Vergani prosazoval posílení německonacionální orientace strany.
Od roku 1886 byl poslancem Dolnorakouského zemského sněmu za kurii venkovských obcí, obvod Kremže. Mandát obhájil v roce 1890. Roku 1896 byl zvolen za kurii venkovských obcí, obvod Pöggstall, Ottenschlag,
Persenbeug, Spitz. Poslancem byl až do své rezignace roku 1897. V letech 1896–1897 byl rovněž náhradníkem zemského výboru. Na sněmu zastupoval nejprve stoupence Georga von Schönerera, pak antisemity, nakonec křesťanské sociály.
Působil i jako poslanec Říšské rady (celostátního parlamentu Předlitavska), kam usedl v doplňovacích volbách roku 1887 za kurii městskou v Dolních Rakousích, obvod Krems, Stein atd. Nastoupil 23. dubna 1887 místo Theodora Doblera. Do parlamentu se vrátil ve volbách roku 1897. Rezignace byla oznámena již na schůzi 23. září 1897. Pak ho v parlamentu nahradil Leopold Daschl. Ve volebním období 1885–1891 se uvádí jako Ernst Vergani, majitel nemovitostí a starosta, bytem Mühldorf. V roce 1890 se na Říšské radě uvádí jako poslanec bez klubové příslušnosti, ovšem s poznámkou, že náleží do skupiny antisemitů.
Zemřel v únoru 1915.